# Alan Pauls
Alan Pauls (Buenos Aires, 1959) é um escritor argentino. Suas novelas, ensaios e contos foram traduzidos para o inglês, o francês e o português. Sua novela O Passado, ganhadora do Prêmio Herralde em 2003, foi adaptada para o cinema em 2007, pelo diretor Hector Babenco.
Além do seu trabalho como autor, Pauls lecionou teoria literária na Universidade de Buenos Aires, trabalhou como jornalista no suplemento cultural do diário portenho Página 12 e escreveu vários roteiros cinematográficos.
Alan Pauls (Buenos Aires, 1959) é uma das vozes mais originais da atual literatura latino-americana. Foi professor de teoria literária na Universidade de Buenos Aires, fundador da revista Lecturas Críticas e editor do suplemento dominical do jornal Página/12, além de roteirista e crítico de cinema. História do cabelo, segunda parte de sua trilogia sobre os anos 70 na Argentina (iniciada com História do pranto), narra a aventura de um homem obcecado por cabelo. Um personagem que vaga por Buenos Aires entrando e saindo de salões, condenado a pensar no cabelo, se deve cortar muito, pouco, deixar crescer, não cortar mais, raspar a cabeça para sempre. Em busca do corte perfeito, e em meio a uma infinidade de reflexões sobre o cabelo (cortes de cabelo, cabeleireiros, salões, xampus, produtos de cabelo, estilos, o cabelo como o símbolo social, instrumento político e de identidade), o protagonista se vê envolvido numa trama que remonta a um dos momentos mais sombrios da vida social e política argentina. E é justamente através do cabelo que a história, que se inicia como a saga muito pessoal de um fetiche, se cruza com a luta armada e os anos de chumbo na Argentina. 

## Obras publicadas
- El pudor del pornógrafo. Buenos Aires: Sudamericana, 1984.
- Manuel Puig. La traición de Rita Hayworth. Buenos Aires: Biblioteca Crítica Hachette, 1986.
- El coloquio. Buenos Aires: Emecé, 1990.
- Wasabi. Buenos Aires: Alfaguara, 1994.
- Lino Palacio: la infancia de la risa. Buenos Aires: Espasa Calpe, 1995.
- Cómo se escribe. El diario íntimo. Buenos Aires: El Ateneo, 1996.
- El factor Borges. Nueve ensayos ilustrados con imágenes de Nicolás Helft. Buenos Aires: Fondo de Cultura Económica, 1996.
- El pasado. Buenos Aires: Editorial Anagrama, 2003. Em português: O Passado, São Paulo: Cosac Naify, 2007, ISBN 9788575035948.
- La vida descalzo. Buenos Aires: Sudamericana, 2006.
- História del llanto. Buenos Aires: Editorial Anagrama. Em português: História do Pranto, São Paulo: Cosac Naify.